# Manuel Martínez Gracida

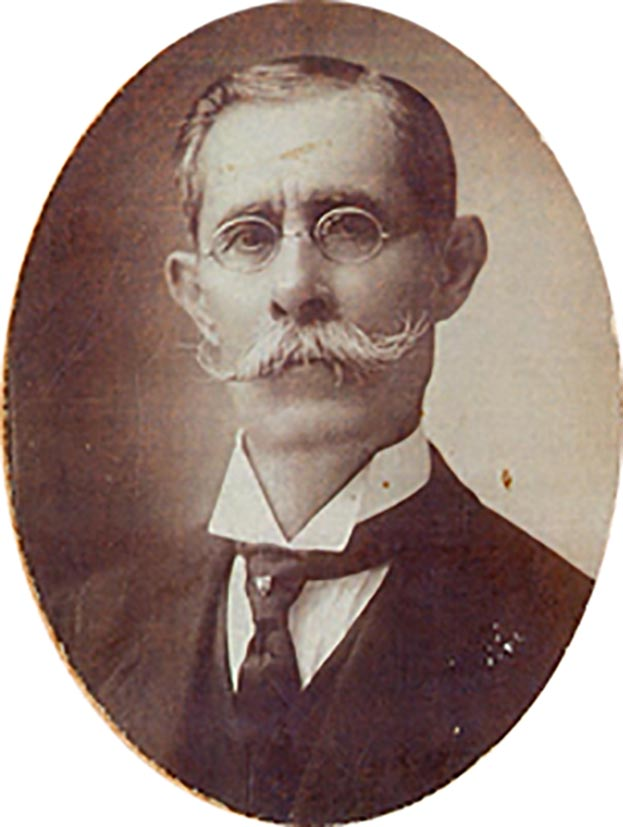
Manuel Martínez Gracida (retrato en posesión de la familia, tomado ca. 1912)

Manuel Martínez Gracida fue un estadista, historiador, escritor y científico oaxaqueño que vivió a finales del siglo XIX y principios del XX.  El fuerte positivismo de la época lo llevó a recopilar una gran cantidad de datos empíricos relacionados con el estado de Oaxaca, principalmente, sobre geografía, historia, arqueología y antropología. Junto con otros intelectuales de la época, fue pionero en realizar investigaciones arqueológicas y etnográficas. Destacó por la diversidad de sus escritos y sin duda por la enorme cantidad de datos que logró reunir. Escribió sobre el pasado con un estilo romántico, propio de la época, con el objetivo de inducir educación en la población. Por su cercanía a Porfirio Díaz y por no haber publicado sus libros cayó en el olvido.

## Primeros años
Manuel Martínez Gracida nació el 24 de abril de 1847, en Ejutla de Crespo, Oaxaca.  Quedó huérfano de padre a temprana edad. Gracias a benefactores, pudo 
cursar en la Escuela Central de la Ciudad de Oaxaca. Estudió latín, gramática castellana, filosofía, lógica, matemáticas, astronomía, física y artes. Fue maestro y director de la Escuela de Niños de Ejutla y después de la de Teotiltan del Camino (Rojas 2009b). Por sus habilidades en las letras, tomó varios puestos en oficinas de gobierno.

## Servidor público y estadista
En 1878, el gobernador Francisco Meijueiro lo comisionó para elaborar cuadros estadísticos de Oaxaca con datos relativos a la división territorial, censo, agricultura, industria, minería, instrucción pública, propiedades, historia y otros. De este trabajo, generó una red de contactos en cada una de las regiones del estado, resultó en su célebre obra “Colección de cuadros sinópticos de los pueblos, haciendas y ranchos del Estado libre y soberano de Oaxaca” (1883) la cual le valió múltiples elogios.
Desde 1882, fue siete veces Oficial Mayor de la Secretaría de Gobierno del Estado de Oaxaca, destacándose durante los períodos de los gobernadores Albino Zertuche (1889-1890) y de Gregorio Chávez (1893-1894) (Rojas).  También fue elegido cuatro veces como diputado al Congreso de la Unión por los distritos de Ixtlán (1891), Teotitlan (1892) y Tehuantepec (1894) y Huajuapan (1899); fue Oficial del Timbre (lo que ahora sería las oficinas de impuestos o Hacienda) de Tlaxiaco (1899 y 1904), más tarde, de Guadalajara (1906); así como brevemente administrador de la aduana marítima de los puertos de Acapulco (1900) y Campeche (1903).

## Escritor prolífico e investigador de historia y cultura
Mientras ejercía puestos públicos, Martínez Gracida investigó y escribió sobre la historia y cultura de Oaxaca y sus pueblos. Sus obras incluyen estadísticas de diferentes rubros de Oaxaca y sus poblaciones; catálogos de flora y fauna; registros sobre plantas medicinales; listas de topónimos de diferentes pueblos; tradiciones orales o “leyendas”, como él las llamó; descripciones de monumentos arqueológicos; heráldica de escudos de armas y apellidos reconocidos en Oaxaca; sucesos históricos y crónicas de distintas guerras y batallas ocurridas en Oaxaca; ilustraciones y análisis de códices y manuscritos, algunos de ellos ahora desaparecidos; reseñas sobre la fundación y arquitectura de iglesias y conventos de la ciudad de Oaxaca; registro de temblores en la ciudad; cuadros cronológicos de gobernantes; biografías de oaxaqueños notables, como Manuel Sabino Crespo, Manuel Fernández Fiallo, Miguel Cabrera y Benito Juárez; y novelas de género costumbrista, siendo El rey Cosijoeza y su familia (1888) e Ita Andehui, leyenda mixteca (1906) las más conocidas.
Martínez Gracida logró reunir una colección de piezas arqueológicas, documentos pictográficos como códices y lienzos, y textiles de los pueblos de Oaxaca. En sus investigaciones arqueológicas y pictográficas, realizó la búsqueda historiográfica en las fuentes, visitó y describió el paisaje y los lugares en donde ocurrieron los hechos, y colaboró con la gente completando con las tradiciones orales, con los herederos de aquel pasado. Realizó detalladas descripciones pidiendo a acuarelistas y dibujantes que ilustraran lo recién hallado y observado. Sin duda, un método muy avanzado para fines del siglo XIX. Junto con Mariano López Ruíz y Abraham Castellanos, fueron los primeros en reconocer que los códices mixtecos pertenecían a historias (o “leyendas”) de los Ñuu Dzaui tratando de interpretarlos desde dentro, usando la cultura e historia propias.
Martínez Gracida fue también un literato, un escritor de ficción. Fue consciente de las limitantes para conocer y estudiar los vestigios de los antepasados y para completar los vacíos, recurría a los modos de vida y costumbres de los pueblos contemporáneos narrándolo con estilo evocativo, propio del romanticismo de la época. Con esta imagen gloriosa del pasado prehispánico, también presente en los demás escritos de su obra, se fijó como propósito la educación. Con ello buscaba inspirar en los lectores, pensando principalmente en los indígenas oaxaqueños, de por sí oprimidos económica y socialmente, un sentimiento de grandeza y valorado sobre su cultura y pasado.

## Últimos años
En 1906, Porfirio Díaz vuelve a solicitar los servicios Martínez Gracida y lo coloca en la Oficina del Timbre de Guadalajara.  Ahí vivió hasta 1911, cuando su hijo Luis, abogado y trabajando en el Ayuntamiento de Guadalajara, fue fusilado por el General Diéguez por una confusión al haberlo creído traidor y cómplice de la leva villista. De ahí, migró con su esposa, hijos, hijas, nueras y yernas a la Ciudad de México. Nunca dejó de trabajar en sus investigaciones sobre Oaxaca y buscaba poder publicar su magna obra Los indios oaxaqueños y sus monumentos arqueológicos. Esta obra enciclopédica con datos de cerámica, artefactos de piedra, de metal, arquitectura y etnografía  de lo que en ese momento se conocía de los pueblos de Oaxaca, fue patrocinado por Díaz. Sin embargo, la Revolución truncó este proceso el cual nunca llegaría a concretarse. 
Murió en la Ciudad de México el 5 de febrero de 1923.